# RTL (ràdio francesa)

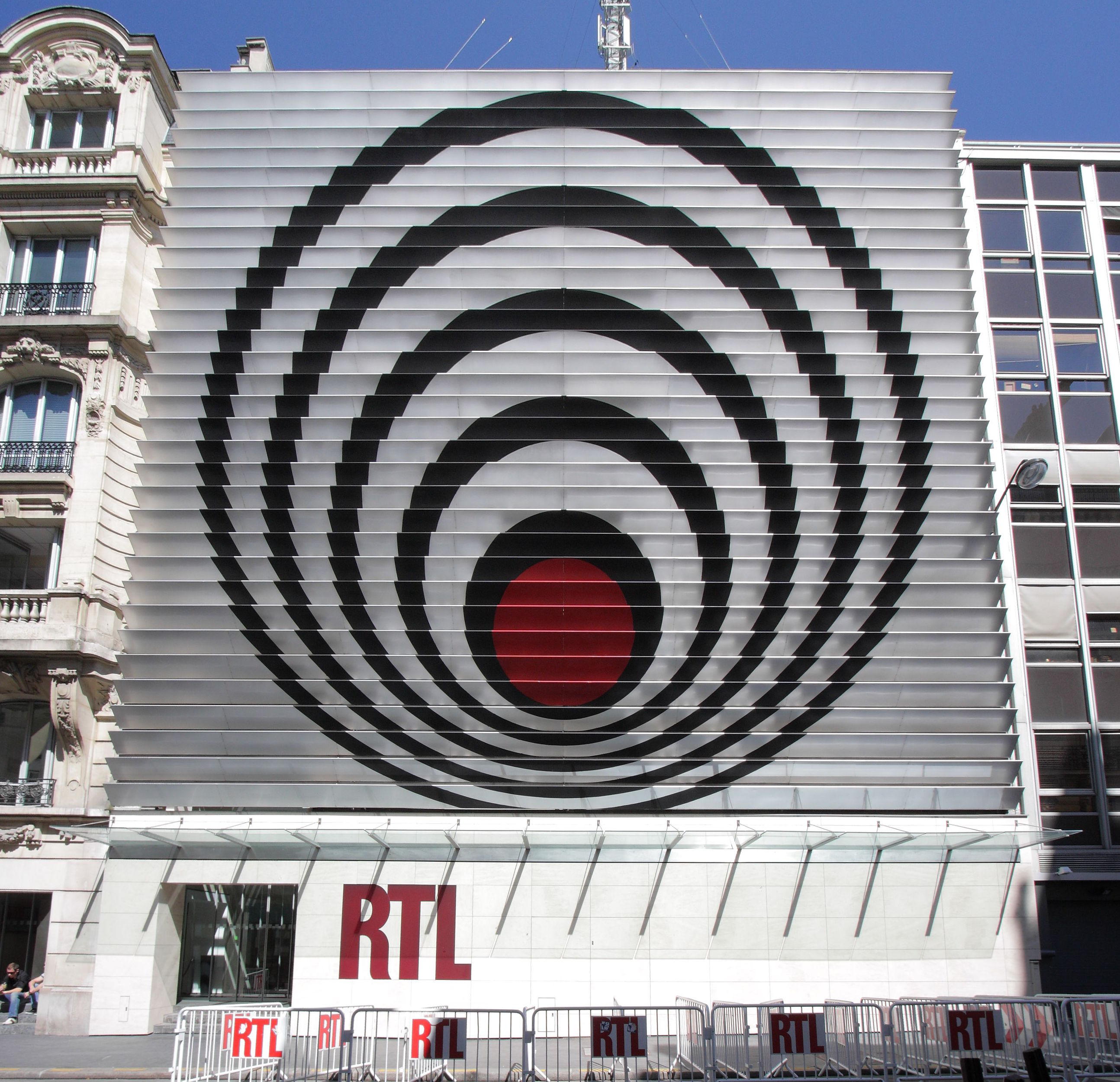
Estudis centrals de RTL a París.

RTL és una emissora de ràdio francesa, generalista i de difusió nacional (categoria E).
Pertany al grup luxemburguès de comunicació RTL Group i és la ràdio amb més oients per davant de les altres grans emissores franceses Europe 1, Ràdio Montecarlo i la pública France Inter.

## Difusió

### En FM
RTL disposa d'una àmplia cobertura nacional en FM a França i per proximitat, a certes regions de Bèlgica.

### Altres mitjans de difusió
RTL emet en el paquet de ràdio que ofereix CanalSat, en el paquet de l'operador de cable Numéricable així com en operadors d'ADSL com Freebox TV o el Bouquet TV de SFR.
La web de la ràdio permet escoltar en directe i es pengen podcasts de tots els programes.